# Ластовка (Львовская область)
Ла́стовка (укр. Ластівка) — село в Карпатах, в Сходницкой поселковой общине Дрогобычского района Львовской области Украины.
Расположено в долине реки Стрый, в 24 км от районного центра и в 16 км от железнодорожной станции Явора.
Население составляет 699 жителей (2008 г.).
Первое письменное упоминание о селе относится к XIV веку. Официальная дата основания — 1738 год.